# Trebnje község
Trebnje község (szlovén nyelven: Občina Trebnje) Szlovénia 212 alapfokú közigazgatási egységének, azaz községének egyike a Délkelet-Szlovénia statisztikai régióban. A történelmi Alsó-Krajna régió része. A község központja Trebnje város.
Trebnje község önkormányzata 1994. október 3-án jött létre. 1998. augusztus 6-án gyarapodott, amikor Kostanjevica és Ravne nad Šentrupertom települések a szomszédos Litija községből a községhez kerültek. Ezt követően 2006. június 13-án csökkent a mérete, amikor a község területéből kivált az új Mokronog-Trebelno és Šentrupert községek. 2011. február 26-án Trebnje község mérete ismét csökkent, amikor Mirna község újra megalakult.

## A község települései
A községhez Trebnje székhelyen kívül a következő települések tartoznak:
- Arčelca
- Artmanja Vas
- Babna Gora
- Belšinja Vas
- Benečija
- Bič
- Blato
- Breza
- Čatež
- Češnjevek
- Cesta
- Dečja Vas
- Dobrava
- Dobravica pri Velikem Gabru
- Dobrnič
- Dol pri Trebnjem
- Dolenja Dobrava
- Dolenja Nemška Vas
- Dolenja Vas pri Čatežu
- Dolenje Kamenje pri Dobrniču
- Dolenje Medvedje Selo
- Dolenje Ponikve
- Dolenje Selce
- Dolenji Podboršt pri Trebnjem
- Dolenji Podšumberk
- Dolenji Vrh
- Dolga Njiva pri Šentlovrencu
- Dolnje Prapreče
- Goljek
- Gombišče
- Gorenja Dobrava
- Gorenja Nemška Vas
- Gorenja Vas
- Gorenja Vas pri Čatežu
- Gorenje Kamenje pri Dobrniču
- Gorenje Medvedje Selo
- Gorenje Ponikve
- Gorenje Selce
- Gorenji Podboršt pri Veliki Loki
- Gorenji Podšumberk
- Gorenji Vrh pri Dobrniču
- Gorica na Medvedjeku
- Gornje Prapreče
- Gradišče pri Trebnjem
- Grič pri Trebnjem
- Grm
- Grmada
- Hudeje
- Iglenik pri Veliki Loki
- Jezero
- Kamni Potok
- Knežja Vas
- Korenitka
- Korita
- Kriška Reber
- Križ
- Krtina
- Krušni Vrh
- Kukenberk
- Lipnik
- Lisec
- Log pri Žužemberku
- Lokve pri Dobrniču
- Lukovek
- Luža
- Mačji Dol
- Mačkovec
- Mala Loka
- Mala Ševnica
- Male Dole pri Stehanji Vasi
- Mali Gaber
- Mali Videm
- Martinja Vas
- Medvedjek
- Meglenik
- Mrzla Luža
- Muhabran
- Občine
- Odrga
- Orlaka
- Pekel
- Pluska
- Podlisec
- Potok
- Preska pri Dobrniču
- Primštal
- Pristavica pri Velikem Gabru
- Račje Selo
- Razbore
- Rdeči Kal
- Repče
- Replje
- Reva
- Rihpovec
- Rodine pri Trebnjem
- Roje pri Čatežu
- Roženpelj
- Rožni Vrh
- Šahovec
- Sejenice
- Sela pri Šumberku
- Šentlovrenc
- Škovec
- Šmaver
- Štefan pri Trebnjem
- Stehanja Vas
- Stranje pri Dobrniču
- Stranje pri Velikem Gabru
- Studenec
- Svetinja
- Trebanjski Vrh
- Trnje
- Vavpča Vas pri Dobrniču
- Vejar
- Velika Loka
- Velika Ševnica
- Velike Dole
- Veliki Gaber
- Veliki Videm
- Volčja Jama
- Vrbovec
- Vrhovo pri Šentlovrencu
- Vrhtrebnje
- Vrtače
- Žabjek
- Zagorica pri Čatežu
- Zagorica pri Dobrniču
- Zagorica pri Velikem Gabru
- Zavrh
- Železno
- Zidani Most
- Žubina

## Népesség
| Lakosok száma | 14 171 | 14 602 | 14 624 | 12 119 | 12 076 | 12 213 | 12 438 | 12 605 | 13 018 | 13 262 |
|               | 2008   | 2009   | 2011   | 2012   | 2013   | 2015   | 2016   | 2017   | 2019   | 2020   |